# Манол Енев
Манол Енев е български писател.

## Биография
Роден е на 17 януари 1927 година в село Колю Мариново, област Стара Загора. Началното си образование завършва в родното си село, а средното в град Брезово.
На 16 години е секретар на Работническия младежки съюз, а на 17 години е партизанин в бригада „Христо Ботев“. През 1944 г. участва в първата фаза на войната на България срещу Третия Райх.
След завръщането си от фронта завършва гимназия в Чирпан. Завършва висшето артилерийско училище в град Шумен, а през 1954 г. завършва Военната академия „Георги Раковски“ в София. Работи като политически офицер и през 1979 г. се пенсионира като полковник от запаса в Министерството на отбраната. След това работи като писател.
Умира на 1 ноември 2009 г. на 82-годишна възраст и е погребан в град Брезово.

## Творчество
Дебютният му художествен роман „Разпиляно ято“ е издаден през 1985 г. Романът е посветен на всички негови живи и загинали другари в борбата за свобода и прогрес.
Повестта му „Нощна годеница“ е издадена през 2016 г. В нея анималистично се описва живота на дивите животни и красотата на природата.
В художествения роман „Младостта на бащите“, издаден през 2017 г., представя събитията по време на Балканската, Междусъюзническа и Първата световна война, бита, традициите и силата на народа, преминал през тези тежки години.

## Произведения
- „Разпиляно ято“ (1985) Издателство: „Хр. Г. Данов“ гр. Пловдив, УДК Б-31, Сигнатура: 886.7 – 31 / Е 64, Формат.Сигнатура: 22355[1]

- „Нощна годеница“ (2016) Издателство: „Литера Прима“ гр. София, ISBN 978-954-738-181-0[4]
- „Младостта на бащите“ (2017) Издателство: „Литера Прима“ гр. София, ISBN 978-954-738-185-8[5]